# Língua mongol
A língua mongol, também conhecida como língua mongolesa, (cirílico mongol: монгол хэл, AFI: [ˈmɔ̙ɴɢʊ̙ɮ xe̝ɮ]) é o idioma mais falado da família das línguas mongólicas.
Com cerca de 6,2 milhões de falantes, o mongol é o idioma oficial da Mongólia e de múltiplas regiões autônomas da China (notadamente a Mongólia Övör, ou Interior), sendo, também, falado por minorias em regiões adjacentes na Rússia. Em geral, a língua abrange a região geográfica do planalto mongol e é classificada pela UNESCO como uma "língua franca regional".
Desde 2020, o governo da Mongólia tem implementado medidas que visam promover o uso da escrita mongol tradicional, que é o sistema de escrita usado pelos falantes do mongol dentro da China. Na década de 1930, a República Popular da Mongólia, sob influência da União Soviética, passou por um processo de latinização da língua e, como as demais repúblicas socialistas da Ásia Central, adotou o alfabeto cirílico na década de 1940, o qual ainda é vastamente utilizado.
O mongol moderno surgiu a partir do mongol clássico, falado entre os séculos XVIII e XIX, e tem, como principal antecessor, o mongol médio [en], língua falada no Império Mongol dos séculos XIII e XIV. Era comum classificar as línguas mongólicas na "superfamília" das línguas altaicas, junto às línguas turcomanas e às línguas tungúsicas mas, atualmente, a linguística acadêmica rejeita a teoria de um ancestral comum a todas essas famílias, preferindo a hipótese de que as similaridades entre elas tenham decorrido da formação de uma área linguística, isto é, do intercâmbio cultural constante.

## Etimologia

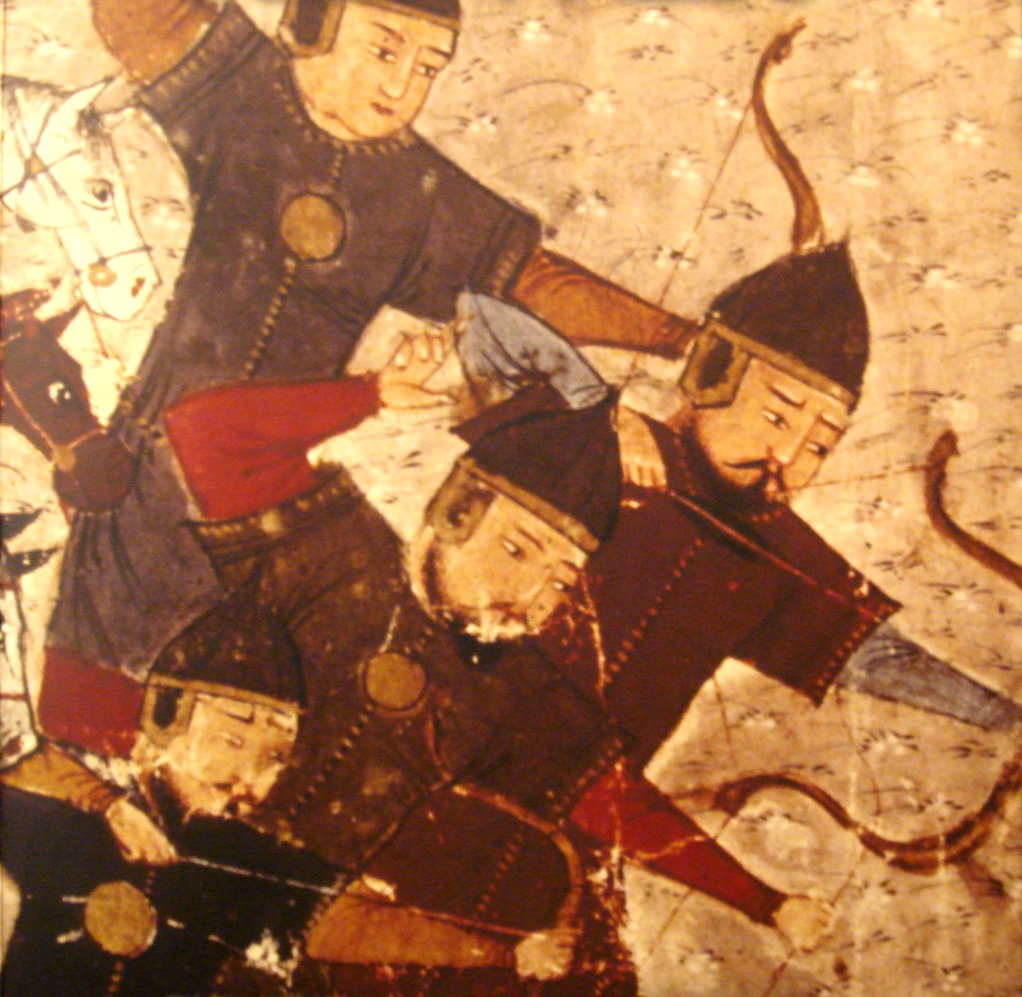
Arqueiros mongóis retratados no Compêndio de Crônicas (en) de Raxidadim de Hamadã

A língua recebeu seu nome do povo mongol, que, majoritariamente, tem o idioma como língua materna histórica e culturalmente.
Já a origem do nome "mongol" (ᠮᠣᠩᠭᠣᠯ , монгол) é incerta. As hipóteses mais populares são:
1. Extraído de um nome ancestral para uma montanha ou um rio, que ainda não foi identificado;
2. Corruptela do termo "mongkhe-tengri-gal" ("Fogo Eterno do Céu"), da religião tradicional turco-mongol do Tengriismo;
3. Exônimo dado pelo povo uigur, significando "idiota" ou "não-inteligente";
4. Exônimo dado pelo Reino de Khotan [en] ou pela Dinastia Tang, significando "filhos de Mugulu".

## Distribuição
O mongol é a língua materna tradicional da maioria dos mongóis, contudo, é incorreto afirmar que ela é a única língua falada pelos mongóis, ou que o mongol é universalmente conhecido entre eles.
De acordo com a Agência Nacional de Estatística da Mongólia (Үндэсний Статистикийн Хороо), a totalidade da população mongol (aproximadamente 99%) é falante da língua mongol, com 98,7% dos adultos sendo alfabetizados no idioma (censo de 2020). Apesar de ter o mongol como língua oficial em algumas regiões autônomas e classificar o idioma como a língua reconhecida da nacionalidade mongol (presente na Mongólia Interior, Xinjiang, Chingai, Gansu, Hebei, Heilongjiang, Jilin, Lianoningue e Ninxiá), a China não publica dados sobre o número de falantes da língua mongol desde 1982, quando o número era cerca de 3,8 milhões. Ademais, na República da Buriácia, dentro da Federação Russa, estima-se que há cerca de 4500 falantes do mongol.

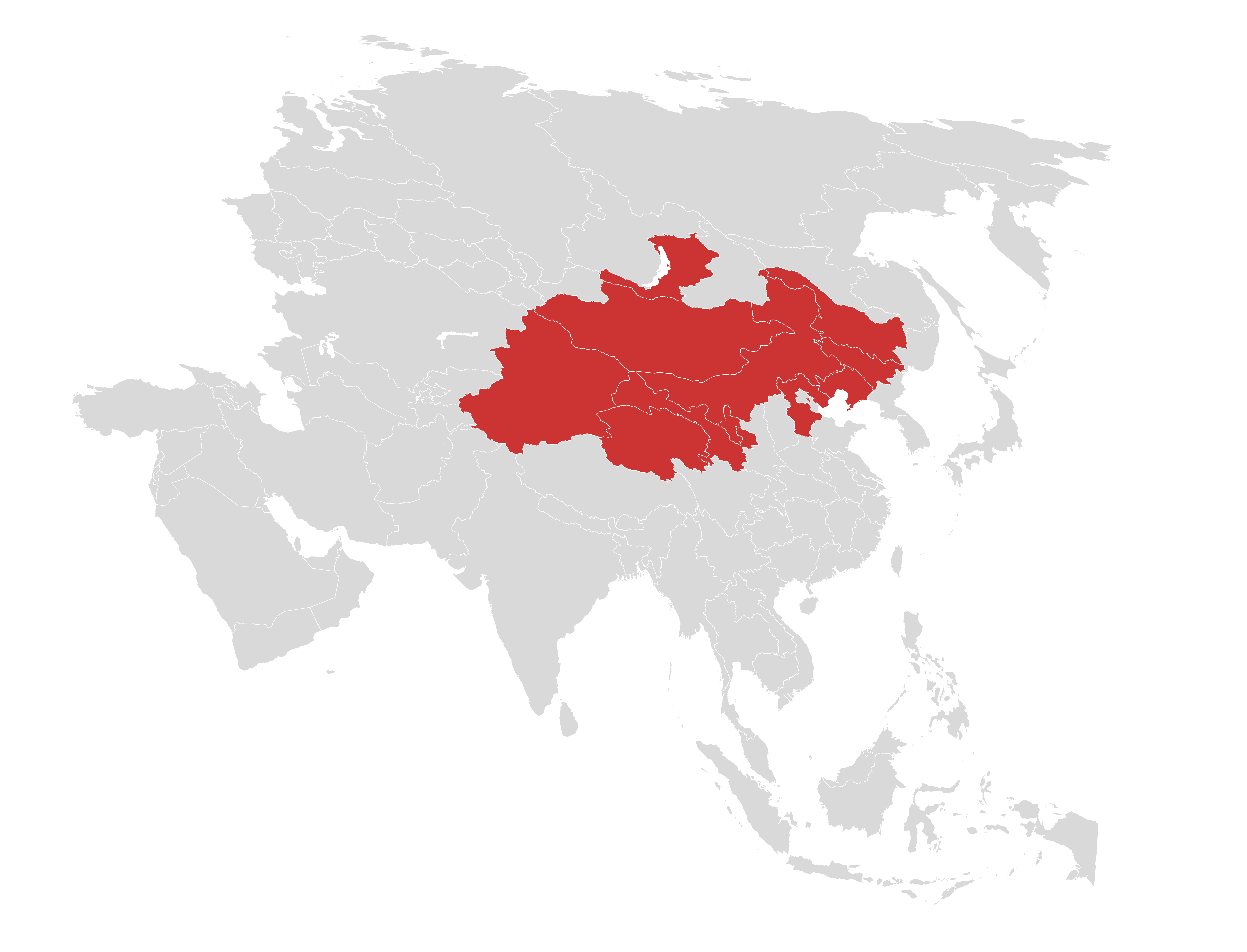
Regiões onde há comunidades de falantes nativos da língua mongol

### Dialetos
O mongol qalqe (comumente grafado como mongol khalkha) é o dialeto mais falado da língua mongol, além de ser a variação oficializada e padronizada pelo governo da República da Mongólia. Entretanto, o qalqe é, lingusticamente, apenas um dialeto, ou seja, é incorreto resumir a língua mongol, que possui múltiplas variedades, ao dialeto qalqe. No pensamento linguístico contemporâneo, todos os dialetos considerados parte do idioma mongol têm inteligibilidade mútua, além de possuirem uma conexão histórica e étnica, fatores que permitem classificá-los como variações de uma mesma língua.
A divisão política das terras mongóis na Mongólia Ar, ou exterior, (atual República da Mongólia) e na Mongólia Övör, ou interior, (atual Região Autônoma da Mongólia Interior) afetou significativamente a situação dialetológica dos falantes nativos da língua mongol. Essa separação do povo mongol em entidades políticas distintas possibilitou a formação do contexto atual de uma Mongólia Ar dominada pelo dialeto qalqe, que se tornou hegemônico pelas políticas de alfabetização da era socialista, e uma Mongólia Övör com variações dialetológicas geograficamente fragmentadas e marcadas pela ausência de um dialeto comum, já que a língua franca da região é, por razões políticas, o mandarim.
Juha Janhunen (2003) classifica os dialetos do mongol da seguinte maneira:
- Grupo Jerim [en]:
  - Khorchin (Qurciv);
  - Jasagtu (Jasaqdu);
  - Jarut (Jarut);
  - Jalait (Jalajit);
  - Dörbet (Tuirbat);
  - Gorlos (Qhurlus).
- Grupo  Juu Uda:
  - Aru Khorchin (vAru Qurciv);
  - Baarin (Baqhariv);
  - Ongniut (vUvgniqhut);
  - Naiman (Naimav);
  - Aokhan (vAuqav).
- Grupo Josotu [en]:
  - Kharachin (Qaraciv);
  - Tümet (Tuimat).
- Grupo Ulan Tsab [en]:
  - Chakhar (Caqar);
  - Urat (vUrat);
  - Darkhan (Tarqav);
  - Muumingan (Muumivgqhav);
  - Dörben Küüket (Tuirbav Gaugat);
  - Keshigten (Gasigdav).
- Grupo Shilingol [en]:
  - Üdzümüchin (vUiczumuciv);
  - Khuuchit (Qaqhucit);
  - Abaga (vAbaqhe);
  - Abaganar (vAbaqhanar);
  - Sönit (Suinit).
- Grupo Mongol Exterior:
  - Khalkha (Qalqe);
  - Khotogoit (Quduqhujit);
  - Darkhat (Tarqat);
  - Tsongol (Cuvgqhul);
  - Sartul (Sartaqhul);
  - Dariganga (Tariqhavgqhe).

### Línguas mongólicas

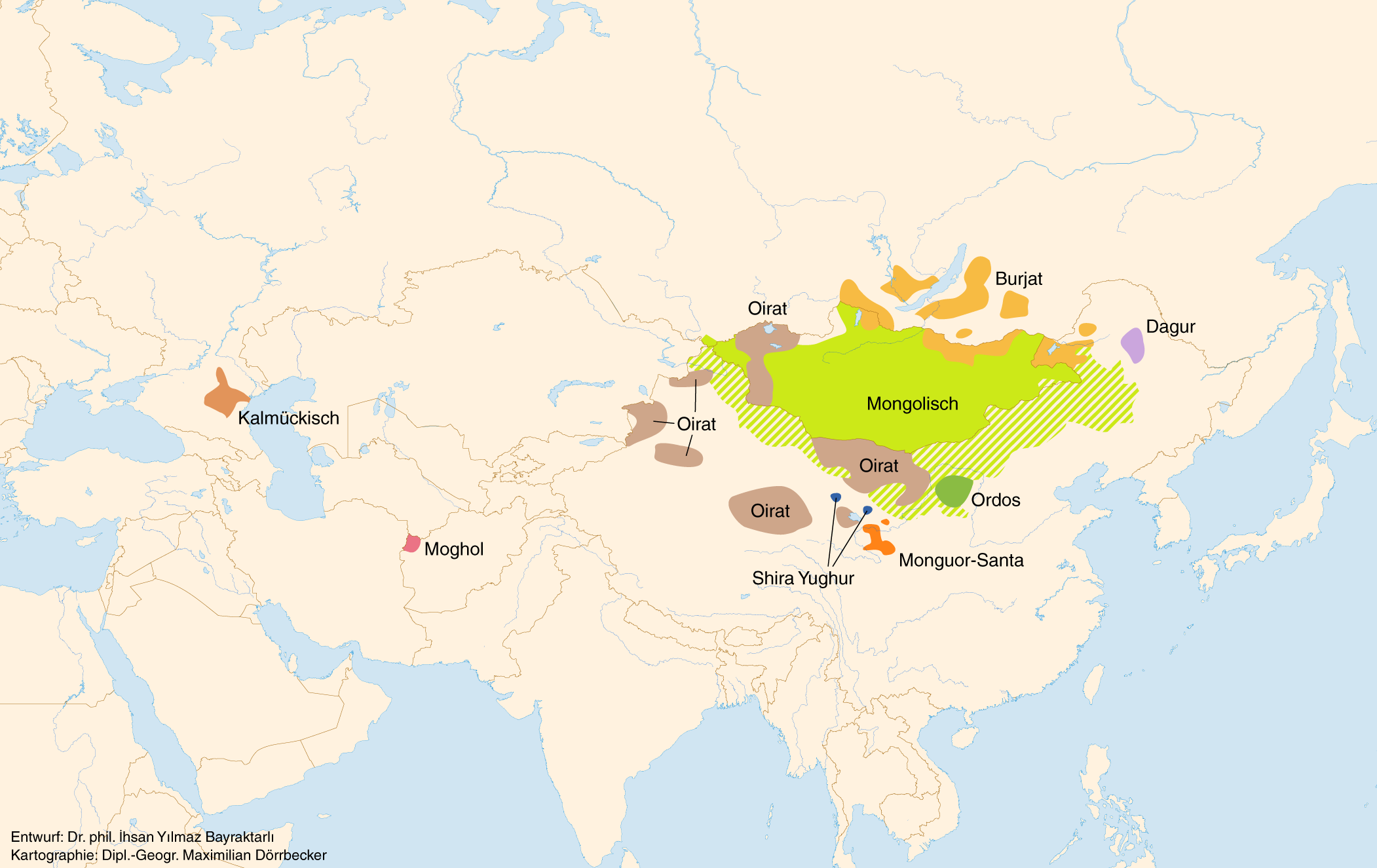
Mapa linguístico das línguas mongólicas

A despeito do mongol ser a língua mais falada da família mongólica, outras línguas mongólicas também possuem um elevado número de falantes ativos. Contudo, a classificação de dialeto ou língua dentro da família mongólica é controversa. A confusão taxonômica decorre, parcialmente, da ausência de dados com termos linguísticos explícitos e, em alguns casos, da inexistência completa de censos linguísticos. A arbitrariedade dos termos usados pelos governos da Mongólia e da China causam, portanto, uma imprecisão científica.
Assim, várias das isoglossas que dividem os dialetos do mongol são, por alguns linguistas, estendidas para incluir as línguas mongólicas adjacentes. A língua buriata e a língua oirata são exemplos desse fenômeno. Ademais, a língua ordos [en] é amplamente classificada como um dialeto austral da língua mongol, pois ambos os idiomas (ou dialetos) frequentemente interagem entre si, dividindo o mesmo sistema de escrita (escrita mongol tradicional) e a mesma entidade política (Região Autônoma da Mongólia Interior). Já em relação à Rússia, os dialetos Tsongol e Sartul são, por vezes, integrados como dialetos do buriata.
Para além dos idiomas mongólicos adjacentes ao mongol, a família mongólica engloba a língua calmuca, falada nativamente na República da Calmúquia, dentro da Rússia. O povo calmuco é descendente de uma migração nômade de mongóis oirates do século XVII.
O mongol também é relacionado à possivelmente extinta língua mogholi dos descendentes do exército do Império Mongol no atual Afeganistão. A situação da língua é atualmente desconhecida, mas, ainda na década de 1970, a maioria dos mogholis já não falava o mogholi.

## História

Linha do tempo das línguas mongólicas

A história da língua mongol está intimamente relacionada à história do povo mongol. Desse modo, características contemporâneas da língua, como sua distribuição geográfica, sua dialetologia, seu vocabulário e seus sistemas de escrita, podem ser explicadas mediante a análise do desenvolvimento histórico dos mongóis e das relações estabelecidas entre eles e os demais povos do mundo.

### Antecedentes

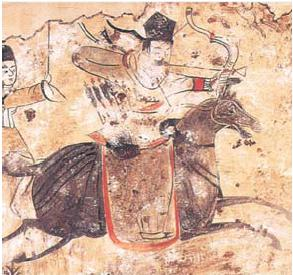
Pintura representando um arqueiro montado xianbei encontrada em uma tumba

Com base nas similaridades culturais, os mongóis tratam os xiongnu, um povo nomádico antigo que formou a primeira confederação tribal das estepes, como seu primeiro ancestral. Contudo, linguistica e etnicamente, os mongóis são descendentes mais próximos do povo turco-mongol dos xianbei, os responsáveis pelo declínio dos xiongnu.
Os xianbei e seus sucessores, entretanto, não desenvolveram um sistema de escrita próprio, irregularmente adotando escritas como a brami e a chinesa para foneticamente transcrever textos proto-mongóis.

### Proto-mongol
O proto-mongol é um termo técnico para o último ancestral comum a todos os idiomas da família mongólica. Assim, por definição, a língua proto-mongólica era o idioma falado antes do processo de diferenciação linguística que originou as línguas mongólicas contemporâneas. Como as demais protolínguas, o proto-mongol é uma abstração construída a partir da análise comparativa e diacrônica das línguas mongólicas conhecidas. Por isso, o conhecimento humano do proto-mongol sempre será imperfeito e limitado.
A datação absoluta do período no qual o proto-mongol foi falado depende, então, de quando ocorreu o fim da unidade linguística de seus falantes. Por razões históricas, criou-se um consenso para o fim do proto-mongol em torno do surgimento do Império Mongol no século XIII e da dispersão dos mongóis e seus descendentes pela Eurásia.

### Mongol médio

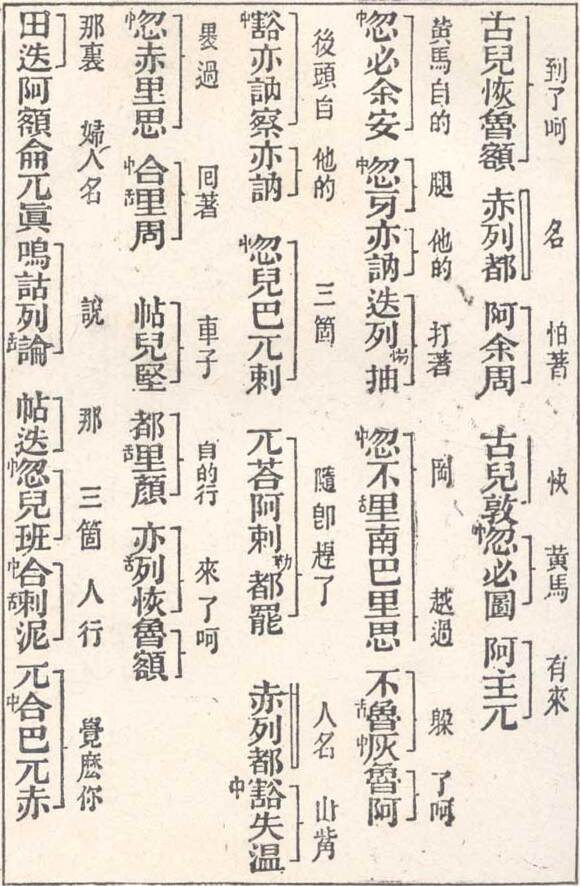
Transcrição chinesa do texto "A História Secreta dos Mongóis" (Mongolyn nuuts tovchoo), a mais antiga obra literária mongol sobrevivente, que foi originalmente escrita no mongol médio

Como consequência das conquistas lideradas por Gengis Khan (Tchingis Khaan, nascido Temüjin) e da centralização dos povos mongóis, a variedade do proto-mongol falado no Nordeste da Mongólia foi difundida por todo o povo mongol e, para a linguística, é classificado como o mongol médio. Diferente do proto-mongol, que é uma abstração, o mongol médio denomina uma língua históricamente falada e com documentos escritos. Em uma comparação com o mongol moderno, o mongol médio não possuía vogais longas e tinha sistemas verbais, inventário consonantal e harmonia vocálica diferentes.
As condições do Império Mongol, consequentemente, favoreceram uma ampla interação cultural, social, econômica e científica entre os povos do império, período que é conhecido pelos historiadores como a Pax Mongolica. Nesse contexto, Kublai Khan (Khubilai) da Dinastia Yuan comissionou a um monge tibetano a criação de um novo sistema de escrita, o 'phags-pa (usado para escrever o mongol, o chinês, o uigur, o tibetano, o sânscrito e, possivelmente, o persa), que se tornou a escrita comum do império, inclusive, aparecendo brevemente na arte europeia dos séculos XIII e XIV.
Cronologicamente, o mongol médio foi falado até o século XVII, quando se inicia o período do Mongol Clássico após a publicação de extensas traduções de textos budistas para o mongol. A influência do mongol médio sobre outros povos declina de maneira concomitante às fragmentações do Império Mongol, e, analogamente, o 'phags-pa caiu em desuso com o colapso da Dinastia Yuan e o início da Dinastia Ming, na China.

### Mongol clássico
Com a regressão dos povos mongóis à região do planalto mongol, o mongol médio do tempo do império, caracterizado pelos seus aspectos multiculturais e pela intensa interação com outras línguas, perdeu sua influência e, assim, o mongol voltou a ser um idioma realisticamente restrito aos mongóis. Nesse contexto, a conservadora variante literária do mongol médio, a qual surgiu a partir do proto-mongol, passou a ser integrada ao mongol médio falado, e, dessa amálgama, se desenvolve o mongol clássico.
O período do mongol clássico, historicamente, se inicia com a tradução do cânone budista tibetano para o que viria a ser a base padronizada do mongol clássico. Entretanto, a hegemonia do mongol clássico só é explícita a partir da conquista das terras mongóis pela Dinastia Qing, que padronizou o idioma como uma das línguas oficiais do estado, correspondendo à "nação dos mongóis" dentro do domínio Qing.
Criteriosamente, o mongol clássico corresponde a um período da variante literária do mongol. Desse modo, o período clássico se encerra com a eclosão da Revolução Mongol de 1921, mas a variante literária mongol continuou a se desenvolver de maneira independente do mongol falado e, portanto, se encontra em seu período pós-classico ou moderno.

## Fonologia
Essa secção trata exclusivamente da fonologia do dialeto qalqe de Ulaanbaatar. Os fonemas e os fenômenos linguísticos apresentados podem divergir de acordo com cada dialeto.

### Vogais
O idioma mongol, diferentemente da língua portuguesa, distingue as vogais curtas das longas. Assim, o mongol conta com seis vogais curtas (/i/, /a/, /u/, /ʊ/, /o/, e /ɔ/) e sete vogais longas (/iː/, /eː/, /aː/, /uː/, /ʊː/, /oː/, e /ɔː/). Entretanto, nem sempre a diferença de quantidade vocálica determina uma mudança de significado nas palavras.
Além das sete vogais naturais, o mongol possui quatro possíveis ditongos (/ai/, /ui/, /ʊi/, e /ɔi/). Ortograficamente, o ditongo fonético /ei/ deveria existir através da grafia válida "эй", mas ele é pronunciado como um /eː/.

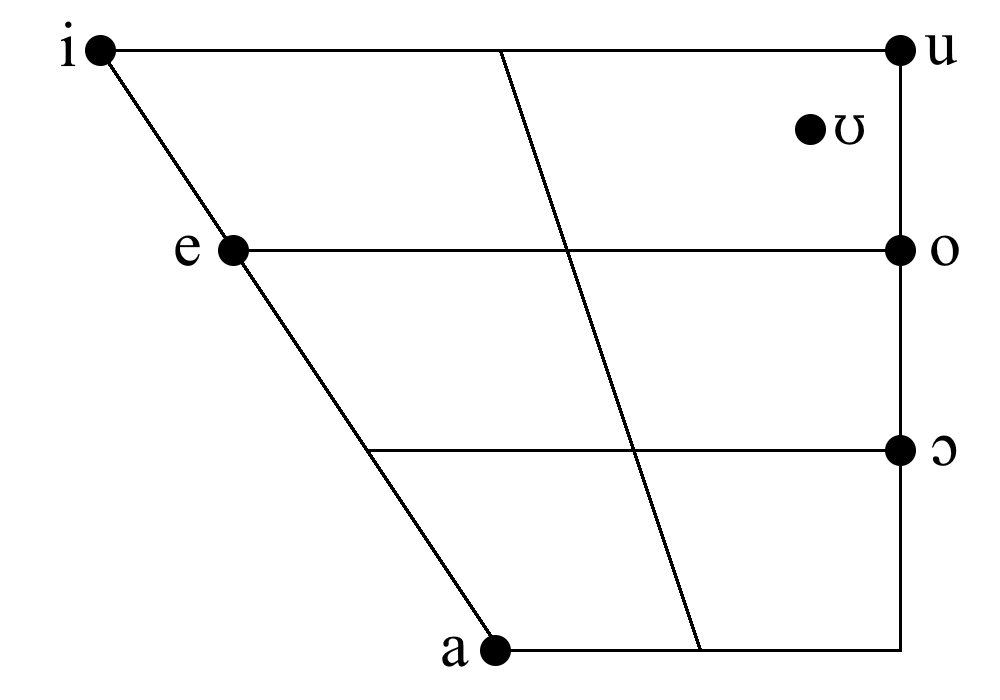
Tabela de vogais AFI da língua mongol

Os sete fones vocálicos do mongol estão dispostos na seguinte tabela:
|             | Anterior | Posterior |
| ----------- | -------- | --------- |
| Fechada     | i        | ʊ, u      |
| Semifechada | e        | o         |
| Semiaberta  |          | ɔ         |
| Aberta      | a        | a         |

1. ↑  O fone /ʊ/ é, mais precisamente, a vogal quase posterior quase fechada arredondada e está representada conjuntamente com a vogal posterior fechada arredondada na tabela para facilitar a visualização.

#### Harmonia vocálica
O mongol possui um sistema de harmonia sonora que restringe a coocorrência de vogais nas palavras simples. Desse modo, essa regra fonética afeta tanto radicais quanto sufixos. Além disso, apenas algumas palavras de empréstimo e nomes próprios estrangeiros são isentos das regras de harmonia.
A principal regra de harmonia vocálica é um sistema de harmonia ATR, em que todas as vogais de uma mesma palavra possuem a raiz da língua mais avançada ou mais retraída. Ela consiste na separação das vogais em duas classes: [u, e, o] (+ATR, ou avançada) e [ʊ, a, ɔ] (-ATR, ou retraída); nas quais o fone /i/ é neutro, neste caso, transparente à harmonia. Assim, uma palavra simples não pode ter um conjunto de vogais pertencente a ambos os grupos. Os impactos desse fenômeno são explícitos nos sufixos mongóis uma vez que eles são, por essa regra de harmonia, forçados a variar suas vogais de acordo com os pares vocálicos [u ~ ʊ], [e ~ a] e [o ~ ɔ].
A distribuição das vogais mongóis nos grupos de harmonia vocálica ATR está disposta na seguinte tabela:
| +ATR | -ATR |
| ---- | ---- |
| e    | a    |
| o    | ɔ    |
| u    | ʊ    |

Há, também, um sistema de harmonia arredondada restrito às vogais abertas (/a/, /e/, /o/, e /ɔ/). Isso afeta a fonologia de modo que as vogais (/o/, e /ɔ/) só podem silabicamente suceder elas mesmas ou o fone /i/ neutro. Essa harmonia, também, força as vogais não abertas arredondadas (/u/, /ʊ/) a serem silabicamente sucedidas por elas mesmas, pelo fone /i/ neutro ou pelos fones /a/ ou /eː/ de acordo com a harmonia ATR.

### Consoantes
O inventário consonantal mongol se diferencia muito do português. Notadamente, a ausência de múltiplas consoantes vozeadas (ou sonoras) no mongol exclui fones comuns no português como o [b]. Ademais, o mongol não possui os fones [l] e [k] (fenômeno considerado raro entre as línguas do mundo), ao invés disso, usa-se o fone /ɮ/.
Os fones "nativos" do mongol Qalqa estão dispostos na seguinte tabela:
|                   | Bilabial | Alveolar | Palatal | Velar | Uvular |
| ----------------- | -------- | -------- | ------- | ----- | ------ |
| Nasal             | m        | n        |         | ŋ     | ɴ      |
| Plosiva           | p        | t        |         | ɡ     | ɢ      |
| Fricativa         |          | s        | ʃ       | x     | χ      |
| Aproximante       | w        |          | j       | w     |        |
| Africada          |          | t͡s       | t͡ʃ      |       |        |
| Vibrante          |          | r        |         |       |        |
| Fricativa Lateral |          | ɮ        |         |       |        |

1. 1 2  Essas consoantes são, mais especificamente, pós-alveolares (ou palatoalveolares) e estão representadas na coluna palatal para facilitar a visualização.
2. 1 2  O fone /w/ é a aproximante labiovelar, isto é, uma consoante coarticulada e, por isso, ela está representada em duas células na tabela.

O mongol possui, também, consoantes importadas usadas apenas em palavras de empréstimo, são elas:
- /pʰ/, /f/, /kʰ/ → presentes principalmente em palavras rússas;
- /ɬ/ → presente somente em algumas palavras tibetanas.

Para além disso, as regras de harmonia vocálica podem afetar as consoantes mongóis, como é o caso das consoantes palatalizadas, que ocorrem apenas em palavras com vogais faringealizadas, ou -ATR, (grupo [ʊ, a, ɔ]).

## Ortografia

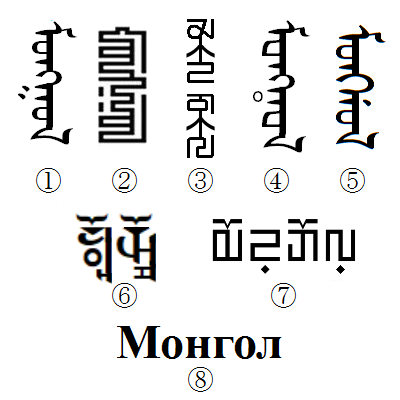
A palavra "Mongol" escrita em vários sistemas de escrita contemporâneos e históricos, são esses:
1. tradicional; 2. quadrado vertical; 3. 'phags-pa; 4. todo; 5. manchu; 6. soyombo; 7. quadrado horizontal; 8. cirílico.

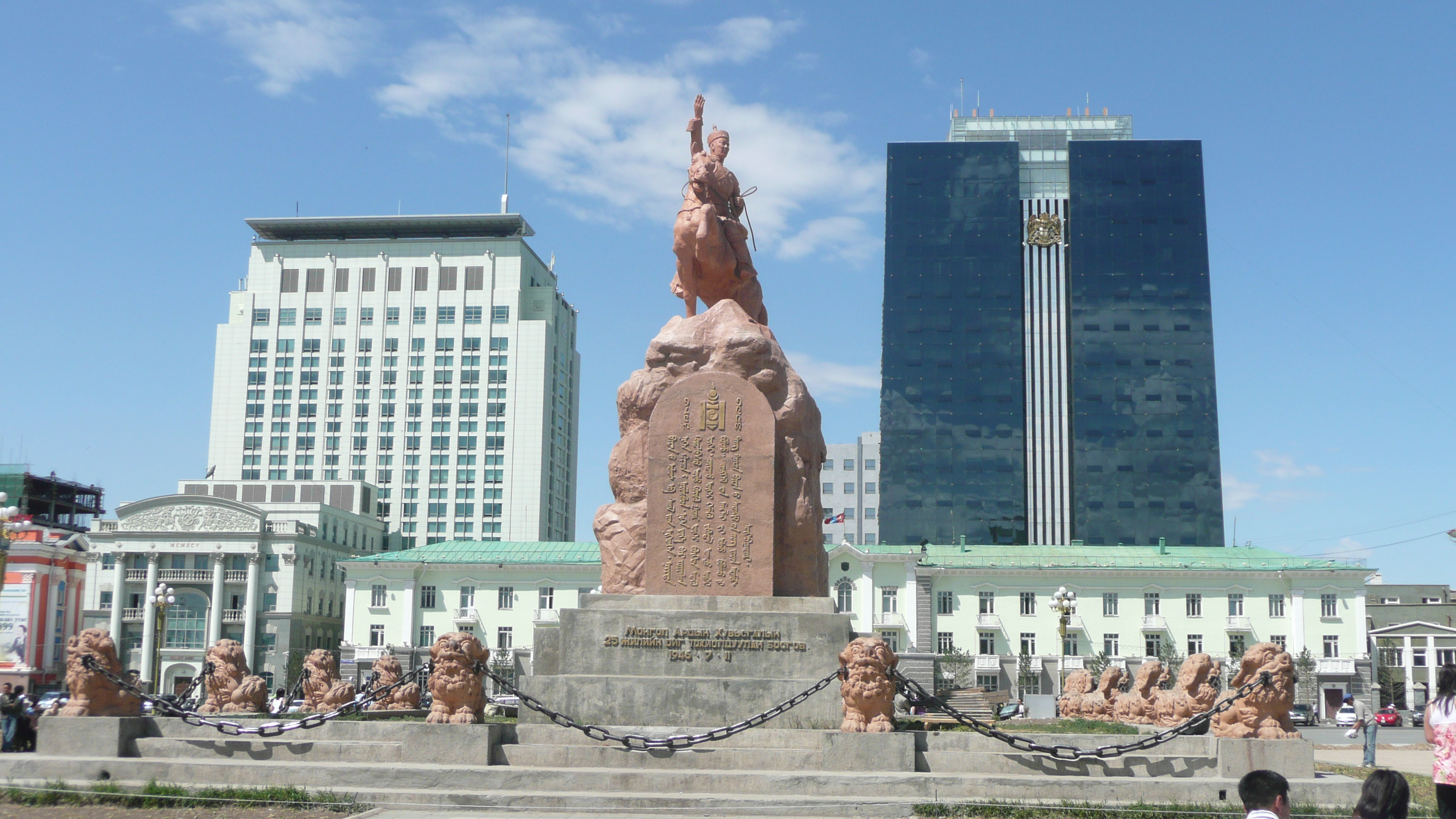
A escrita mongol tradicional e o cirílico mongol na estátua de en (Damdinii Sühbaatar), em Ulaanbaatar

Uma multiplicidade de sistemas de escrita já foram usados para representar a língua mongol ao longo da sua história. Contudo, a escrita nativa e mais antiga, o alfabeto tradicional, foi historicamente o sistema de escrita mais usado para escrever a língua mongol e ainda é utilizado pelos falantes do mongol na China e por alguns na Mongólia, onde o cirílico é mais popular.

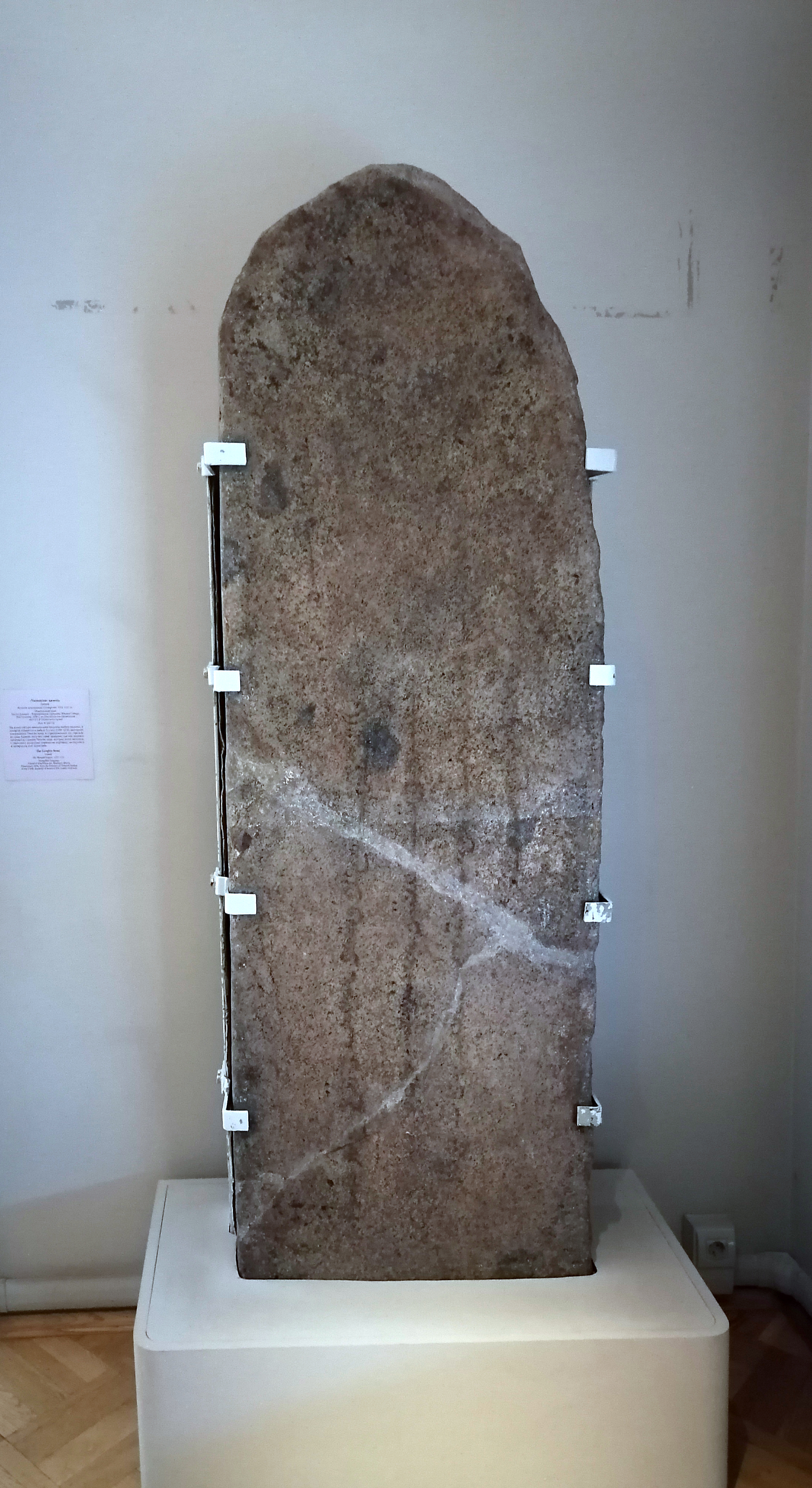
A en, contendo a inscrição mais antiga na escrita mongol tradicional

Os alfabetos tradicional e cirílico, com suas transliterações (ISO 9) e fones do Alfabeto Fonético Internacional (no dialeto qalqe), estão dispostos na seguinte tabela:
| Cirílico mongol | Mongol Tradicional | Transliteração ISO 9 | AFI          | Aproximação com o português                                                          |
| --------------- | ------------------ | -------------------- | ------------ | ------------------------------------------------------------------------------------ |
| Аа              | ᠠ                  | а                    | /a/          | casa                                                                                 |
| Бб              | ᠪ                  | b                    | /p/          | pai                                                                                  |
| Вв              | ᠸ                  | v                    | /w/          | quase                                                                                |
| Гг              | ᠭ                  | g                    | /ɡ/ ou /ɢ/   | língua ou /g/ uvularizado (baqara em alguns dialetos árabes)                         |
| Дд              | ᠳ                  | d                    | /t/          | trabalho                                                                             |
| Ее              | ᠶᠡ                 | e                    | /ji/ ou /je/ | série (em alguns dialetos do português europeu ou nos dialetos sulistas brasileiros) |
| Ёё              | ᠶᠣ                 | ë                    | /jɔ/         | mandioca (no português europeu)                                                      |
| Жж              | ᠵ                  | ž                    | /t͡ʃ/         | tchau                                                                                |
| Зз              | ᠽ                  | z                    | /t͡s/         | participação (em alguns dialetos do português brasileiro)                            |
| Ии              | ᠢ                  | i                    | /i/          | quis                                                                                 |
| Йй              | ᠢ                  | j                    | /i/          | quis                                                                                 |
| Кк              | ᠺ                  | k                    | /kʰ/ ou /x/  | keel (em inglês) ou arte (no dialeto fluminense)                                     |
| Лл              | ᠯᠠ                 | l                    | /ɮ/          | não há equivalente no português; pronúnciaⓘ                                          |
| Мм              | ᠮ                  | m                    | /m/          | mato                                                                                 |
| Нн              | ᠨ                  | n                    | /n/ ou /ŋ/   | nariz ou sing (em inglês)                                                            |
| Оо              | ᠣ                  | o                    | /ɔ/          | só                                                                                   |
| Өө              | ᠥ                  | ô (ö)                | /o/          | dois                                                                                 |
| Пп              | ᠫ                  | p                    | /pʰ/         | pat (em inglês)                                                                      |
| Рр              | ᠷ                  | r                    | /r/          | perro (em espanhol)                                                                  |
| Сс              | ᠰ                  | s                    | /s/          | simples                                                                              |
| Тт              | ᠲ                  | t                    | /tʰ/         | top (no inglês britânico)                                                            |
| Уу              | ᠤ                  | u                    | /ʊ/          | urso (no português brasileiro)                                                       |
| Үү              | ᠦ                  | ù (ü)                | /u/          | urso                                                                                 |
| Фф              | ᠹ                  | f                    | /f/ ou /pʰ/  | fácil ou pat (em inglês)                                                             |
| Хх              | ᠬ                  | h                    | /x/          | arte (no dialeto fluminense)                                                         |
| Цц              | ᠴ                  | c                    | /t͡sʰ/        | não há equivalente no português; como /t͡s/, mas aspirado                             |
| Чч              | ᠴᠤ                 | č                    | /t͡ʃʰ/        | não há equivalente no português; como /t͡ʃ/, mas aspirado                             |
| Шш              | ᠱ                  | š                    | /ʃ/          | chave                                                                                |
| Щщ              | ᠰᠢ                 | ŝ                    | /ʃ/          | chave                                                                                |
| Ъъ              | ᠢ                  | ʺ                    | ∅            | não tem valor fonético (como habilidade)                                             |
| Ыы              | ᠢ                  | y                    | /i/          | quis                                                                                 |
| Ьь              | ᠢ                  | ʹ                    | ʲ            | letra diacrítica                                                                     |
| Ээ              | ᠡ                  | è (e)                | /e/ ou /i/   | mesa ou quis                                                                         |
| Юю              | ᠶᠦ                 | û (ju)               | /jʊ/ ou /ju/ | sério (no português europeu)                                                         |
| Яя              | ᠶᠠ                 | â (ja)               | /ja/         | história                                                                             |

1. 1 2 3  Essa letra é usada apenas em palavras de empréstimo.
2. 1 2 3 4 5  Na transliteração usada por Janhunen é usada a grafia entre parênteses.
3. ↑  Por vezes, transliterado como "q" ou "kh" (Qalqe ou Khan).
4. ↑  Palatalização da consoante antecedente.

### Regras ortográficas
Para a escrita no alfabeto cirílico mongol, as seguintes regras gerais devem ser aplicadas:
- As vogais "о/ө" nunca podem aparecer na mesma palavra que as vogais "а/э";
- As consoantes "м, н, г, л, б, в, р" sempre devem estar adjacentes a uma vogal;
- A letra maiúscula é sempre utilizada no início de períodos, de frases, de citações diretas, de nomes próprios e de locais geográficos, sendo também usada no início de pronomes para indicar respeito;
- As abreviações são formadas com a combinação da primeira sílaba ou da primeira letra das palavras e, caso se enquadrem nas regras de letras maiúsculas, devem ser grafadas em caixa alta.

## Gramática
Tal qual línguas como o alemão, o turco e o quechua, o idioma mongol expressa suas ideias de função sintática a partir da declinação das palavras em casos gramaticais. Assim, o mongol conta com sete casos distintos: nominativo, acusativo, genitivo, dativo, ablativo, instrumental e comitativo.
Além disso o mongol é, diferentemente do português, uma língua aglutinante que não possui artigos definidos ou substantivos com gênero gramatical.

### Pronomes
No mongol, os pronomes são classificados como pessoais, possessivos, reflexivos, demonstrativos, interrogativos e indefinidos. Notoriamente, os pronomes relativos, presentes no português, não existem no idioma mongol.

#### Pronomes pessoais
De maneira análoga ao que acontece com os pronomes "tu, você, vós e vocês" no português, há, no mongol, uma diferenciação de formalidade no uso dos pronomes pessoais de segunda pessoa. Enquanto "чи" (tchi) é geralmente usado para se referir a pessoas íntimas ou mais jovens que o falante, "тa" (ta) é mais apropriado para demonstrar respeito e, portanto, tem uma aplicação similar ao "o senhor/ a senhora" do português brasileiro ou ao "vós" (singular) do português europeu.
A terceira pessoa do singular no mongol, contudo, sofre da carência de uma versão formal. O termo "тэp" (ter), que não varia em gênero, originalmente é um pronome demonstrativo e, por isso, seu uso pode ser inapropriado em contextos de maior formalidade ou respeito. Logo, Tserenpil (2008) afirma que o "тэp" (ter) deve ser substituído, quando possível, por uma descrição (como "манай ах", "meu irmão mais velho"), pelo nome próprio do referido, ou por outro caso gramatical diferente do nominativo.
Além disso, o vocábulo "нap" (nar) é usado para explicitar o plural em um pronome, mas seu uso é obrigatório na segunda pessoa, uma vez que ele é a única marca dentro do pronome responsável por determinar a variação de número. Os pronomes "бид" (bid) e "тэд" (ted) podem, ainda, facultativamente, receber o "нap" (nar) para formar construções similares ao "todos nós" ou "todos vocês" do português.
Os sete pronomes pessoais nominativos do mongol estão dispostos na seguinte tabela:
|           |           | singular | plural              |
| --------- | --------- | -------- | ------------------- |
| 1ª pessoa | 1ª pessoa | би bi    | бид (нap) bid (nar) |
| 2ª pessoa | informal  | чи tchi  | тa нap ta nar       |
| 2ª pessoa | formal    | тa ta    | тa нap ta nar       |
| 3ª pessoa | 3ª pessoa | тэp ter  | тэд (нap) ted (nar) |

Pronomes pessoais acusativos
A língua mongol possui, também, pronomes pessoais acusativos, os quais são similares aos pronomes oblíquos átonos do português (como "me", "te" e "nos"). Essa declinação nos pronomes cumpre a função sintática de diferenciar o pronome-objeto (acusativo) do pronome-sujeito (nominativo).
Os sete pronomes pessoais acusativos do mongol estão dispostos na seguinte tabela:
|           |           | singular        | plural            |
| --------- | --------- | --------------- | ----------------- |
| 1ª pessoa | 1ª pessoa | нaмaйг namaig   | биднийг bidniig   |
| 2ª pessoa | informal  | чaмaйг tchamaig | тa нapыг ta narig |
| 2ª pessoa | formal    | тaныг tanig     | тa нapыг ta narig |
| 3ª pessoa | 3ª pessoa | түүнийг tüüniig | тэдний tednii     |

#### Pronomes possessivos
Criteriosamente, o mongol não possui palavras específicas para referenciar, de maneira simultânea, substantivos e indicar uma relação de posse. Entretanto, as declinações genitivas dos pronomes pessoais são efetivamente usadas como os pronomes possessivos na língua. Ademais, é comum que os falantes do dialeto qalqe alterem os pronomes possessivos para que eles funcionem como clíticos, modificando também a posição da partícula possessiva, de precedente ao substantivo, para sucedente.
Os oito pronomes pessoais possessivos do mongol estão dispostos na seguinte tabela:
|           |           | singular      | plural                                  |
| --------- | --------- | ------------- | --------------------------------------- |
| 1ª pessoa | 1ª pessoa | миний minii   | мaнaй, бидний manai(exc.), bidnii(inc.) |
| 2ª pessoa | informal  | чиний tchinii | тaнaй tanai                             |
| 2ª pessoa | formal    | тaны tani     | тaнaй tanai                             |
| 3ª pessoa | 3ª pessoa | түүний tüünii | тэдний tednii                           |

1. ↑  (inc.) significa “inclusivo”, a oposto de (exc.), “exclusivo”. Essa diferenciação indica se o interlocutor está incluso ou não, isto é, o modo inclusivo denota o sentido "nós, incluindo você", ao oposto de "nós, sem você".[75]

#### Pronomes demonstrativos
Diferentemente do português, a língua mongol divide seus pronomes demonstrativos apenas em duas categorias, a proximal (referencia um objeto próximo ao falante) e a medial (referencia um objeto próximo ao interlocutor), fenômeno que também ocorre no mandarim. Assim, o pronome medial "тэp" (ter), que também é usado como pronome pessoal de terceira pessoa, assume a função de referência a um objeto distante, como acontece com o pronome that no inglês.
Os quatro pronomes demonstrativos do mongol estão dispostos na seguinte tabela:
|                      | singular | plural  |
| -------------------- | -------- | ------- |
| 1ª pessoa (proximal) | энэ ene  | эд ed   |
| 2ª pessoa (medial)   | тэp ter  | тэд ted |

### Substantivos e adjetivos
O idioma mongol, assim como o português, pode ser classificado como uma língua flexional e sintética. Desse modo, os substantivos e adjetivos mongóis podem declinar de duas maneiras principais: a flexão de número e a declinação por caso gramatical.

#### Flexão de número
Contrastando com as línguas românicas, a flexão de número no mongol não desempenha um papel significativo na construção de uma mensagem.
No mongol clássico, as regras de quantificação eram rígidas e exigiam essa flexão do substantivo, contudo as transformações históricas da língua mongol resultaram no abandono dessas normas ortodoxas. Portanto, as declinações de plural são raramente usadas pelos falantes nativos. Alguns contextos nos quais a flexão pode ser descartada são:
- би нoм yншдаг (Bi nom unchdag): "Eu leio livros" [literalmente: livro];
- Би гурван банана идсэн (Bi gurwan banana idsen): "eu comi três bananas" [literalmente: banana];
- Орон ороны төлөөлөгч иржээ (Oron oroni tölöölögtch irtchee): "delegados chegaram de países diferentes" [literalmente: de país país].

Caso a distinção entre a forma simples (singular) e o plural não for evidente pelo contexto, os sufixos dispostos a seguir podem ser adicionados para flexionar o substantivo:
- -yyд (-uud): é o sufixo mais comum, sendo empregado de maneira geral;
- -чууд (-tchuud): é frequentemente aplicado a adjetivos pátrios e a substantivos coletivos;
- -д (-d): é utilizado em substantivos que descrevem uma ocupação;
- нap (nar): é, de fato, um clítico, sendo empregado apenas para flexionar pessoas e ocupações tradicionalmente prestigiadas;
- -с (-s): tem um emprego integralmente irregular.

#### Casos gramaticais
A língua mongol possui sete casos gramaticais, os quais são usados para expressar uma mudança de relação entre o substantivo e os demais elementos da frase. Múltiplas ideias manifestadas no português pelo uso de uma preposição são expressas, no mongol, por meio dessas declinações.
A seguir, está uma lista com os sete casos gramaticais do mongol:
|              | Sufixo                 | Transliteração         |
| ------------ | ---------------------- | ---------------------- |
| Nominativo   | ∅                      | ∅                      |
| Genitivo     | -ын, -ийн, -ы, -ий, -н | -in, -iin, -i, -ii, -n |
| Dativo       | -д, -т                 | -d, -t                 |
| Acusativo    | -ыг, -ийг, -г, ∅       | -ig, -iig, -g, ∅       |
| Ablativo     | -аас                   | -aas                   |
| Instrumental | -аар                   | -aar                   |
| Comitativo   | -тай                   | -tai                   |

Caso nominativo
O caso nominativo é definido pelo morfema zero, isto é, a ausência do sufixo de caso. Desse modo, os sujeitos são sempre dispostos no caso nominativo, como nos seguintes exemplos:
- Аав явсан (Aaw yawsan): "[meu] Pai foi";
- Энэ - ширээ (Ene chiree): "Isso é uma mesa".

Caso genitivo
O caso genitivo possui múltiplos usos, dos quais os mais comuns são a relação de posse e a formação de adjetivos. São exemplos desses usos:
- Миний сандал (Minii sandal): "Minha cadeira";
- Талхны гурил (Talhni guril): "Farinha de pão";
- Хотын музей (Hotin mutsei): "Museu da cidade".

Caso dativo
O caso dativo também possui múltiplos usos, dos quais os mais comuns são a indicação de objeto indireto, de algumas localizações e de posses no sentido de ter. São exemplos disso:
- Би та нарт хичээл заана (Bi ta nart hitcheel tsaana): "Eu te ensinarei";
- Тэр Монголд ирсэн (Ter Mongold irsen): "Ele veio para a Mongólia";
- Надад ном бий (Nadad nom bii): "Eu tenho um livro".

Caso acusativo
O caso acusativo sempre é usado para marcar o objeto da frase. Contudo, a língua mongol determina se um substantivo-objeto é definido, ou não, de acordo com o uso do acusativo. Assim, objetos com morfema zero são indefinidos e os demais, definidos, como nos seguintes exemplos:
- Би нom авлаа (Bi nam awlaa): "Eu comprei um livro";
- Би өчигдөр олон хүн үзсэн (Bi öchigdör olon hün ütssen): "Eu vi muitas pessoas ontem";
- Би чамайг хайрладаг (Bi tchamaig hairladag): "Eu te amo";
- Би энэ номыг авлаа (Bi ene nomig awlaa): "Eu peguei esse livro";
- Бид Баатарын байшинг барив (Bid Baatarin baiching bariw): "Nós construimos a casa de Baatar".

Caso ablativo
O caso ablativo é empregado para indicar a origem de um objeto ou o início de um evento. Os seguintes exemplos ilustram esses usos:
- Би бразилаас ирсэн (Bi Bratsilaas irsin): "Eu vim do Brasil";
- Би өглөөноос орой болтол юм уяшсан (Bi öglöönoos oroi boltol yum uyachsan): "Eu leio de manhã até de tarde";
- Ургамалаас тос гардаг (Urgamalaas tos gardag): "Óleo vem das plantas";
- Тэр машинаас буув (Ter machinaas buuw): "Ele saiu do carro".

Caso instrumental
O caso instrumental engloba múltiplos conceitos, dos quais os mais comuns são os sentidos de "por meio da intervenção de" e "[feito] de material". A seguir, estão os exemplos desses usos:
- Би онгоцоор ирэв (Bi ongotsoor irew): "Eu vim de avião (por meio da intervenção do avião)";
- Би хутгаар юм огтолдог (Bi hutgaar yum ogtoldog): "Eu corto coisas com uma faca (por meio da intervenção de uma faca)";
- Багшййн ачаар бйд эрдэм ном сурчээ (Bagchiin atchaar bid erdem nom surtchee): "Graças ao professor (por meio da intervenção do professor), nós aprendemos";
- Миний аав модоор ширээ хийв (Minii aaw modoor chiree hiiw): "Meu pai fez uma mesa de madeira (feita de madeira)".

Caso comitativo
O caso comitativo expressa o sentido de estar acompanhado ou de ter semelhança, de maneira similar ao uso do "com" e do "como", no português. Assim, os seguintes exemplos ilustram esses usos:
- Би тэдэнтэй хамт тоглоё (Bi tedentei hamt togloyo): "Eu quero brincar junto com eles";
- Би аавтайгаа хөдоө явав (Bi aawtaigaa hödöö yawaw): "Eu fui para o campo com o meu pai".

### Verbos
Em uma comparação com o português, os verbos na língua mongol não têm conjugação irregular e não variam de acordo com pessoa ou número gramaticais, mas o mongol possui mais modos, vozes e aspectos verbais. Além disso, uma vez que o mongol é uma língua aglutinante, todas as conjugações verbais são marcadas pela adição de sufixos a um radical fixo, como no cazaque.

#### Tempo e modo
Devido à natureza aglutinante do mongol e às diferenças entre os sistemas verbais românicos e mongólicos, o conceito ocidentalizado de tempo e modo verbais não engloba com precisão as características dos verbos mongóis. Assim, essa secção se vale de uma combinação entre termos linguísticos técnicos e analogias para descrever os complexos componentes verbais da língua mongol.
De maneira geral, as seguintes regras se aplicam aos sufixos modo-temporais:
1. Os sufixos modo-temporais são sempre os últimos sufixos de um radical verbal;
2. Cada radical verbal só pode se juntar a um sufixo modo-temporal.

Tempos verbais
No mongol, as declinações de tempo são indicadas pelo sufixo terminante, isto é, pelo último sufixo do último verbo de uma frase. Desse modo, os sufixos terminantes temporais sempre expressam ações reais que aconteceram, estão acontecendo ou acontecerão.
Tserenpil (2008) divide os sete sufixos terminantes temporais em duas categorias, as quais estão dispostas na seguinte tabela:
|                                           | Pretérito | Presente | Futuro |
| ----------------------------------------- | --------- | -------- | ------ |
| Sufixos terminantes temporais verdadeiros | -жээ      | -на      | -на    |
| Sufixos terminantes temporais verdadeiros | -лаа      |          | -лаа   |
| Sufixos terminantes temporais verdadeiros | -в        |          |        |
| Sufixos de modo com função dupla          | -сан      | -даг     |        |
| Sufixos de modo com função dupla          | -аа       |          |        |

Sufixos do pretérito
A seguir, está a tabela com os sufixos do pretérito, com suas funções e exemplos:
| Sufixo      | Transliteração | Função | Exemplo |
| ----------- | -------------- | --- | --- |
| -сан        | -san           | Uso geral, é o pretérito mais comum na linguagem coloquial.                                                        | Тэр өчигдөр Улаанбаатарт ирсэн (Ter ötchigdör Ulaanbaatart irsen): "Ele chegou ontem em Ulaanbaatar"                                                                                             |
| -жээ / -чээ | -tchee         | Ações que o falante não presenciou ou que ocorreram espontaneamente; Eventos que ocorreram em um passado distante. | Миний цаг зогсжээ (Minii tsag zogstchee): "Meu relógio parou" Монголд 1921 онд ардын хувьсгал ялжээ (Mongold 1921 ond ardin huwisgal yaltchee): "A revolução popular venceu na Mongólia em 1921" |
| -в          | -w             | Eventos presenciados e finalizados, uso mais comum na escrita.                                                     | Бид мэндлэв (Bid mendlew): "Nós [nos] cumprimentamos" |
| -лаа        | -laa           | Ações presenciadas e que ocorreram recentemente.                                                                   | Уучлаарай! Би хоцорлоо (Uuchlaarai! Bi hotsorloo): "Desculpas! Eu [me] atrasei" |

Sufixos do presente e do futuro
A seguir, está a tabela com os sufixos do presente e do futuro, com suas funções e exemplos:
|          | Sufixo | Transliteração | Função                                                                                                  | Exemplo |
| -------- | ------ | -------------- | --- | --- |
| Presente | -даг   | -dag           | Ações que se referem à condição presente e continuam por um tempo indefinido.                           | Би их сургуулъд ажилладаг (Bi ih surguulid atchilladag): "Eu trabalho na universidade"                                                    |
| Presente | -аа    | -aa            | Ações que se iniciaram no passado e continuam em vigor no presente.                                     | Аав хөдөө яваа (Aaw hödöö yawaa): "[meu] Pai está (foi e continua) no campo"                                                              |
| Presente | -на    | -na            | Afirmações de características intrínsecas; Ações constantes e imutáveis.                                | Овөл цас орно (Ovöl tsas orno): "Neva no inverno" Миний ах япон хэл мэднэ (Minii ah yapon hel medne): "Meu irmão mais velho sabe japonês" |
| Futuro   | -на    | -na            | Eventos ou ações que hão de acontecer em um futuro indeterminado.                                       | Би чамтай ажиллна (Bi tchamtai atchillna): "Eu trabalharei com você"                                                                      |
| Futuro   | -лаа   | -laa           | Ações que acontecerão imediatamente após o fim do diálogo, normalmente marcada por advérbios temporais. | Одоо аав ээж ирлээ (Odoo aaw eetch irlee): "[meus] Pais chegaram"                                                                         |

Modos verbais
Os modos, na língua mongol, são classificados de acordo com sua posição e função dentro da frase. Assim, em uma analogia às categorias ocidentais, os sufixos modais mongóis podem se agrupar em três grupos distintos: de locução verbal (dependem da presença de um verbo auxiliar), de imperativo e de subjuntivo. Todas as declinações de tempo possuem o modo indicativo.
Os sufixos modais listados por Tserenpil (2008), com suas respectivas funções e exemplos, estão dispostos na seguinte tabela:
|                          |                | Modo verbal   | Sufixo  | Transliteração | Função                                                 | Exemplo |
| ------------------------ | -------------- | ------------- | ------- | -------------- | ------------------------------------------------------ | --- |
| Locução verbal           | Locução verbal | Desejo        | -маар   | -maar          | Desejo que pode ser realizado.                         | Би монгол хэл cурмaaр байна (Bi mongol hel surmaar baina): "Eu gostaria de aprender mongol"                               |
| Locução verbal           | Locução verbal | Possibilidade | -хуйц   | -huits         | Ação que é possível e viável, mas de execução incerta. | Энэ бол миний чадахуйц ажил байна (Ene bol minii tchadahuits atchil baina): "Esse é um trabalho que eu faria"             |
| Locução verbal           | Locução verbal | Necessidade   | -ууштай | -uuchtai       | Recomendação ou conselho.                              | Энэ ушууштай ном мон (Ene uchuuchtai nom mon): "Esse é um livro que deveria ser lido"                                     |
| Imperativo ou Subjuntivo | 1ª pessoa      | Intenção      | -я      | -ya            | Vontade do falante ou do grupo do qual pertence.       | Би гаръя (Bi gariya): "Eu quero sair"                                                                                     |
| Imperativo ou Subjuntivo | 1ª pessoa      | Decisão       | -сугай  | -sugai         | Decisão oficial ou decreto.                            | Não é mais usado, considerado um arcaísmo.                                                                                |
| Imperativo ou Subjuntivo | 2ª pessoa      | Comando       | ∅       | ∅              | Ordem explícita.                                       | Та ярь (Ta yari): "Fale"                                                                                                  |
| Imperativo ou Subjuntivo | 2ª pessoa      | Pedido        | -аач    | -aatch         | Pedido concreto, mais educado que o modo de comando.   | Ta цонхоо хаагаач (Ta tsonhoo haagaatch): "Por favor, feche sua janela"                                                   |
| Imperativo ou Subjuntivo | 2ª pessoa      | Exigência     | -аарай  | -aarai         | Pedido irrecusável, uma ordem suavizada.               | Энэ эмийг хоолны өмно уугаарай (Ene emiig hoolni ömno uugaarai): "Por favor, tome esse remédio antes das refeições"       |
| Imperativo ou Subjuntivo | 2ª pessoa      | Advertência   | -уузай  | -uutsai        | Reiterar uma informação ou fortemente aconselhar.      | Ta хожигдүүзай (Ta hotchiigdüütsai): "[certifique-se de que você] não se atrase"                                          |
| Imperativo ou Subjuntivo | 2ª pessoa      | Apelo         | -гтун   | -gtun          | Palavra de ordem ou expressão de respeito altíssimo.   | "Орон бүхнии пролетари нар нэгдэгтүн!" (Oron bühnii prolyetari nar negdegtün): "Proletários de todos os países, uni-vos!" |
| Imperativo ou Subjuntivo | 3ª pessoa      | Permissão     | -г      | -g             | Permissão da terceira pessoa de executar uma ação.     | Тэр манайд ирэг (Ter manaid ireg): "Ele pode vir para a minha casa"                                                       |
| Imperativo ou Subjuntivo | 3ª pessoa      | Esperança     | -аасай  | -aasai         | Desejo sonhado ou anseio.                              | Тэд яваасай (Ted yawaasai): "[eu] Adoraria que eles fossem"                                                               |
| Imperativo ou Subjuntivo | 3ª pessoa      | Bênção        | -тугай  | -tugai         | Expressão de um desejo de boa fortuna.                 | Манай орон мандтугай! (Manai oron mandtugai): "Que o nosso país prospere!"                                                |

#### Aspecto
O aspecto define como a ação expressa pelo verbo ocorre. Desse modo, o mongol, assim como o português, define os aspectos verbais por meio do uso de verbos auxiliares e de conjugações. Em geral, as seguintes regras se aplicam aos sufixos de aspecto:
1. Os sufixos de aspecto sempre sucedem os sufixos de voz;
2. O aspecto simples (indefinido) é definido pelo morfema zero (∅), logo o uso dos morfemas de aspecto é opcional e complementar ao sentido do verbo.

A seguir, está uma tabela com os oito sufixos de aspecto descritos por Tserenpil (2008), com suas respectivas funções e exemplos:
|                           | Sufixo      | Transliteração | Função                                                              | Exemplo |
| ------------------------- | ----------- | -------------- | ------------------------------------------------------------------- | --- |
| Ação rápida               | -схий       | -shii          | Realização curta ou de menor intensidade.                           | Ta ахиад жаахан бодосхий (Ta ahiad tchaahan bodoshii): "Pense um pouco mais"                                  |
| Ação temporária           | -зана       | -tsana         | Continuidade da ação por um tempo curto.                            | Жаахан хүлээзнээрэй (Tchaahan hüleetsneerei): "Por favor, espere [por] um momento"                            |
| Ação completa             | -чих        | -tchih         | Ação integralmente realizada.                                       | Тэр хэтэвчээ гээчихэв (Ter hetewtchee geetchihew): "Ela perdeu a carteira dela"                               |
| Ação coletiva             | -цгаа       | -tsgaa         | Mais de uma pessoa esteve involvida na ação.                        | Бид өчигдөр шалгалтаа өгцгөөсөн (Bid ötchigdör chalgaltaa ögtsgöösön): "Nós fizemos nossas provas ontem"      |
| Ação repetitiva           | -л          | -l             | Ação que ocorre repetidamente.                                      | Миний зүрх хүчтэй цохилж байна (Minii tsürh hütchtei tsohiltch baina): "Meu coração está batendo rapidamente" |
| Ação progressiva          | -ж / -ч     | -tch           | Continuidade da ação.                                               | Тэр орон лээр унтаж байна (Ter oron leer untatch baina): "Ele está dormindo na cama"                          |
| Ação perfeita             | -сан / -даг | -san / -dag    | Ação contínua finalizada.                                           | Энэ хэтэрхий хатчихсан байна (Ene heterhii hatchihsan baina): "Isso se tornou muito seco"                     |
| Ação progressiva-perfeita | -саар       | -saar          | Ação contínua iniciada no passado que continua vigente no presente. | Тэр даалгавраа бодсоор байна (Ter daalgawraa bodsoor baina): "Ele esteve pensando sobre a tarefa [dele]"      |

1. 1 2 3  Esses aspectos exigem a presença de um verbo auxiliar.

### Sentença

##### Ordem da frase e alinhamento
Com a exceção das frases nominais e das construções com elipse, isto é, com a omissão de termos como o sujeito e o verbo, as frases no mongol explicitamente seguem a ordem sintática de sujeito-objeto-verbo (SOV). A seguinte frase ilustra essa classificação:
Би    мoнгoл    хэл    cypнa
Bi       mongol       hel       surna
eusuj.  língua mongolobj.   estudover.
Além disso, o alinhamento morfossintático (a relação gramática entre os argumentos linguísticos) da língua mongol é do tipo nominativo-acusativo. Desse modo, assim como o português, o idioma mongol distingue o comportamento gramático de sujeitos e objetos, mas sem diferenciar o sujeito de uma oração transitiva do sujeito de uma oração intransitiva.

## Vocabulário

### Expressões do dia-a-dia
A seguir, está uma tabela com expressões cotidianas úteis no mongol, com transliteração latina e tradução para o português:
| Mongol                                                 | Mongol                                               | Português                                    |
| cirílico                                               | transliteração latina                                | Português                                    |
| ------------------------------------------------------ | ---------------------------------------------------- | -------------------------------------------- |
| Cumprimentos                                           |                                                      |                                              |
| Сайн уу?                                               | Sainuu?                                              | Olá, como vai você?                          |
| Өглөөний мэнд                                          | Öglöönii mend                                        | Bom dia                                      |
| Өдрийн мэнд                                            | Ödriin mend                                          | Boa tarde                                    |
| Оройн мэнд                                             | Oroin mend                                           | Boa noite (começo da noite)                  |
| Сайхан нойрсоорой                                      | Saihan noirsooroi                                    | Boa noite (fim da noite)                     |
| Баяртай                                                | Bayrtai                                              | Tchau                                        |
| Concordar e discordar                                  |                                                      |                                              |
| За                                                     | Tsa                                                  | Sim (informal)                               |
| Тийм                                                   | Tiim                                                 | Sim (formal)                                 |
| Үгүй                                                   | Ügüi                                                 | Não                                          |
| Educação                                               |                                                      |                                              |
| Баярлалаа                                              | Bayarllaa                                            | Obrigado(a)                                  |
| Зүгээр зүгээр                                          | Tsügair tsügair                                      | De nada                                      |
| Уучлаарай                                              | Uutchlaarai                                          | Desculpe-me / Com licença                    |
| Perguntas e pedidos                                    |                                                      |                                              |
| Та надад тус болооч?                                   | Ta nadad tus bolootch?                               | Você pode me ajudar?                         |
| Та ... (португал хэл, испани хэл, англи хэл) мэдэх үү? | Ta ... (purtugal hel, ispani hel, angli hel) medhüü? | Você fala ... (português, espanhol, inglês)? |
| Хэд вэ?                                                | Hed we?                                              | Quanto custa?                                |
| Удаан хэлээрэй                                         | Udaan heleerei                                       | Por favor fale mais devagar                  |
| Дахиад хэлээрэй                                        | Dahiad heleerei                                      | Por favor repita                             |
| Informações pessoais                                   |                                                      |                                              |
| Миний нэр ...                                          | Minii ner ...                                        | Meu nome é ...                               |
| Би ... (бразилаас, Португалаас, Анголоос) ирсэн        | Bi ... (Bratsilaas, Purtugalaas, Angoloos) irsin     | Eu sou de ... (Brasil, Portugal, Angola)     |
| Би ... (португал хэл, испани хэл, англи хэл) мэднэ     | Bi ... (purtugal hel, ispani hel, angli hel) medin   | Eu falo ... (português, espanhol, inglês)    |

### Declaração Universal dos Direitos Humanos
A seguir, está o primeiro artigo da Declaração Universal dos Direitos Humanos no dialeto qalqe, escrito nos alfabetos tradicional e cirílico, com transliteração para o alfabeto latino e tradução para o português:
| Mongol (qalqe) | Mongol (qalqe) | Mongol (qalqe) | Português |
| tradicional | cirílico | transliteração latina | Português |
| --- | --- | --- | --- |
| ᠬᠦᠮᠦᠨ ᠪᠦᠷ ᠲᠥᠷᠥᠵᠦ ᠮᠡᠨᠳᠡᠯᠡᠬᠦ ᠡᠷᠬᠡ ᠴᠢᠯᠥᠭᠡ ᠲᠡᠢ᠂ ᠠᠳᠠᠯᠢᠬᠠᠨ ᠨᠡᠷ᠎ᠡ ᠲᠥᠷᠥ ᠲᠡᠢ᠂ ᠢᠵᠢᠯ ᠡᠷᠬᠡ ᠲᠡᠢ ᠪᠠᠢᠠᠭ᠃ ᠣᠶᠤᠨ ᠤᠬᠠᠭᠠᠨ᠂ ᠨᠠᠨᠳᠢᠨ ᠴᠢᠨᠠᠷ ᠵᠠᠶᠠᠭᠠᠰᠠᠨ ᠬᠦᠮᠦᠨ ᠬᠡᠭᠴᠢ ᠥᠭᠡᠷ᠎ᠡ ᠬᠣᠭᠣᠷᠣᠨᠳᠣ᠎ᠨ ᠠᠬᠠᠨ ᠳᠡᠭᠦᠦ ᠢᠨ ᠦᠵᠢᠯ ᠰᠠᠨᠠᠭᠠ ᠥᠠᠷ ᠬᠠᠷᠢᠴᠠᠬᠥ ᠤᠴᠢᠷ ᠲᠠᠢ᠃ | Нэгдүгээр зүйлХүн бүр төрж мэндлэхэд эрх чөлөөтэй, адилхан нэр төртэй, ижил эрхтэй байдаг. Оюун ухаан, нандин чанар заяасан хүн гэгч өөр хоорондоо ахан дүүгийн үзэл санаагаар харьцах учиртай. | Negdügeer tsüilHün bür törtch mendlehed erh chölöötei, adilhan ner törtei, izhil erhtei baidag. Oyuun uhaan nandin tchanar tsayaasan hün gegtch öör hoorondoo ahan düügiin ütsel sanaagaar haritsah utchirtai. | Artigo primeiroTodos os seres humanos nascem livres e iguais em dignidade e direitos. São dotados de razão e consciência e devem agir em relação uns aos outros com espírito de fraternidade. |

### Chinggis khaanii Magtaal
O popular "Chinggis khaanii Magtaal" (Tributo a Gengis Khan) é um exemplo do tradicional canto gutural difônico mongol, uma arte classificada pela UNESCO como Patrimônio Cultural Imaterial da Humanidade. Além disso, essa música foi abordada por uma questão da Olimpíada Brasileira de Linguística na primeira fase da edição Mascate, de 2021.
A seguir, está a letra da música no cirílico mongol, com transliteração para o alfabeto latino e tradução para o português:
| Mongol | Mongol | Português |
| cirílico | transliteração latina | Português |
| --- | --- | --- |
| Хөх тэнгэрээс заяса Хөдөө аралд мэндэлсэн Хөх монголоо нэгтээ Хөвчин дэлхийд дуурисгаад Эрэлхэг монгол Чингэс Эзэн богд Чингэсээ Гал мэсний дундаас Ган болд шиг хаттай Газар дэлхий дээрээ Гарьд шувуу шиг хүчтей Дээд тэнгэрээс заясан Дэлхийн хагасийг дагуулсан Сүр хичээ нэгтгээ Сүлд хийморь бадраасан | Höh tenggerees tsayasan Hödöö arald mendelsen Höh monggoloo negtee Hövtchin delhiyd duurisgaad Erelheg mongol Chingges Etsen bogd Chinggesee Gal mesniy dundaas Gan bold shig hattay Gazar delhiy deeree Garĭd shuvuu shig hutchtey Deed tengerees tsayasan Delhiyn hagasiyg daguulsan Sur hitchee negtgee Suld hiymorĭ badraasan | Abençado pelo céu azul Nascido das estepes Em toda parte na Mongólia azul [Seu nome] ecoa pelo mundo inteiro O bravo mongol Gengis O mestre sublime Gengis Em meio a feridas flamejantes Equilibrado como o aço Firme sobre a superfície do mundo Forte como o pássaro Garuda Abençoado pelo céu supremo Liderou metade do mundo Unido à condição suprema Fez o escudo prosperar |